# Museo Julio Romero de Torres
El Museo Julio Romero de Torres es un museo situado en la ciudad de Córdoba, España, que destaca por contener la mayor colección del célebre pintor cordobés Julio Romero de Torres. Está situado en el edificio del antiguo Hospital de la Caridad, que también alberga al Museo de Bellas Artes de Córdoba. El museo está declarado Bien de interés cultural en la categoría de monumento desde el año 1962.

## Historia
Tras la muerte de Julio Romero de Torres, el 10 de mayo de 1930, Francisca Pellicer, viuda del pintor, y sus hijos, Rafael, Amalia y María, decidieron la creación de un museo dedicado a la memoria del artista cordobés y lo legaron a la ciudad de Córdoba. De esta manera, el 23 de noviembre de 1931 se creó el museo. Fue inaugurado por el presidente de la República, Niceto Alcalá Zamora. En 1934 se compró la casa colindante. El actual museo fue inaugurado el 24 de mayo de 1936. La última remodelación data de 1992, para la instalación de sistemas de iluminación y seguridad, así como para la renovación de parte de las estructuras del museo.
La Orden de 7 de julio de 1997 acuerda la inscripción de este museo en el Registro de Museos de Andalucía (BOJA 91 de 7 de agosto de 1997). La Resolución de 25 de febrero de 1998 de la Dirección General de Instituciones del Patrimonio Histórico hace pública la relación de los museos inscritos y anotados preventivamente en el Registro de Museos de Andalucía, entre los que se encuentra este (BOJA 38 de 4 de abril de 1998).
Con la Resolución de 19 de diciembre de 2001 se le concede una subvención de 1.200.000 ptas (7.212,15 €). (BOJA 20 de 16 de febrero de 2002).
En junio de 2005 el museo cerró sus puertas para su reforma, así como para realizar la restauración del Hospital de la Caridad, al cual pertenecía el edificio en el que el museo se encuentra. El 24 de enero de 2012 el museo reabrió sus puertas, y en sus primeros cinco días recibió casi 5000 visitantes. En marzo de 2021 se protegieron más de 250 obras de su colección a través de un sistema de cadena de bloques (blockchain).

## Salas

### Sala I[9]
Julio Romero de Torres participó de la corriente francesa del cartel como medio de comunicación publicitaria y realizó una serie de obras en las que se integra en la nueva tendencia.
En Córdoba pintó el de la Feria del ganado de 1897 y Ferias y Fiestas de 1902 y los de la Feria de Nuestra Señora de la Salud de los años de 1905, 1912, 1913 y 1916. Las bodegas de Cruz-Conde le encargaron el anuncio de sus vinos y las populares etiquetas de Anís "La Cordobesa".
En Madrid realizó el de la corrida patriótica de 1921 en beneficio de las víctimas del desastre de Annual y para la Unión Española de Explosivos cuatro carteles calendarios de los años 1924, 1925, 1929 y el publicado en 1931.
El museo conserva originales en lienzo en los que el artista ha sabido conjugar las influencias modernistas con los aires de su tierra. Completan esta sala vestíbulo del Museo varias vitrinas con publicaciones, manuscritos y billetes dedicados al pintor.

### Sala II[10]
El escenario vital que rodeó al pintor está presente en esta sala, dedicada a su recuerdo. Contiene reproducciones fotográficas de sus padres y hermanos, de la casa familiar de Córdoba, del estudio del pintor en Madrid y de los éxitos obtenidos en 1922 en Argentina en la Galería Witcomb de Buenos Aires.
Mobiliario que le acompañó toda su vida; bargueños, cerámica, utensilios de cobre que fueron motivos frecuentes en sus lienzos. Su guitarra, capa y sombrero se pueden admirar en las vitrinas, la reproducción de su mano, paleta y pinceles y la emisión de sellos en homenaje a su figura, nos introducen en el mundo de este creador.
Obras de sus comienzos representativas de los contenidos sociales que marcaron sus primeros pasos en la pintura; ¡Mira qué bonita era!, premiada con la Mención Honorífica en la Exposición Nacional de 1895 y Horas de Angustia, un dibujo de grandes dimensiones y la última obra inacabada que dejó el artista en el caballete, un retrato de María Teresa López con hábito de monja, nos ambientan en su escenario vivencial.

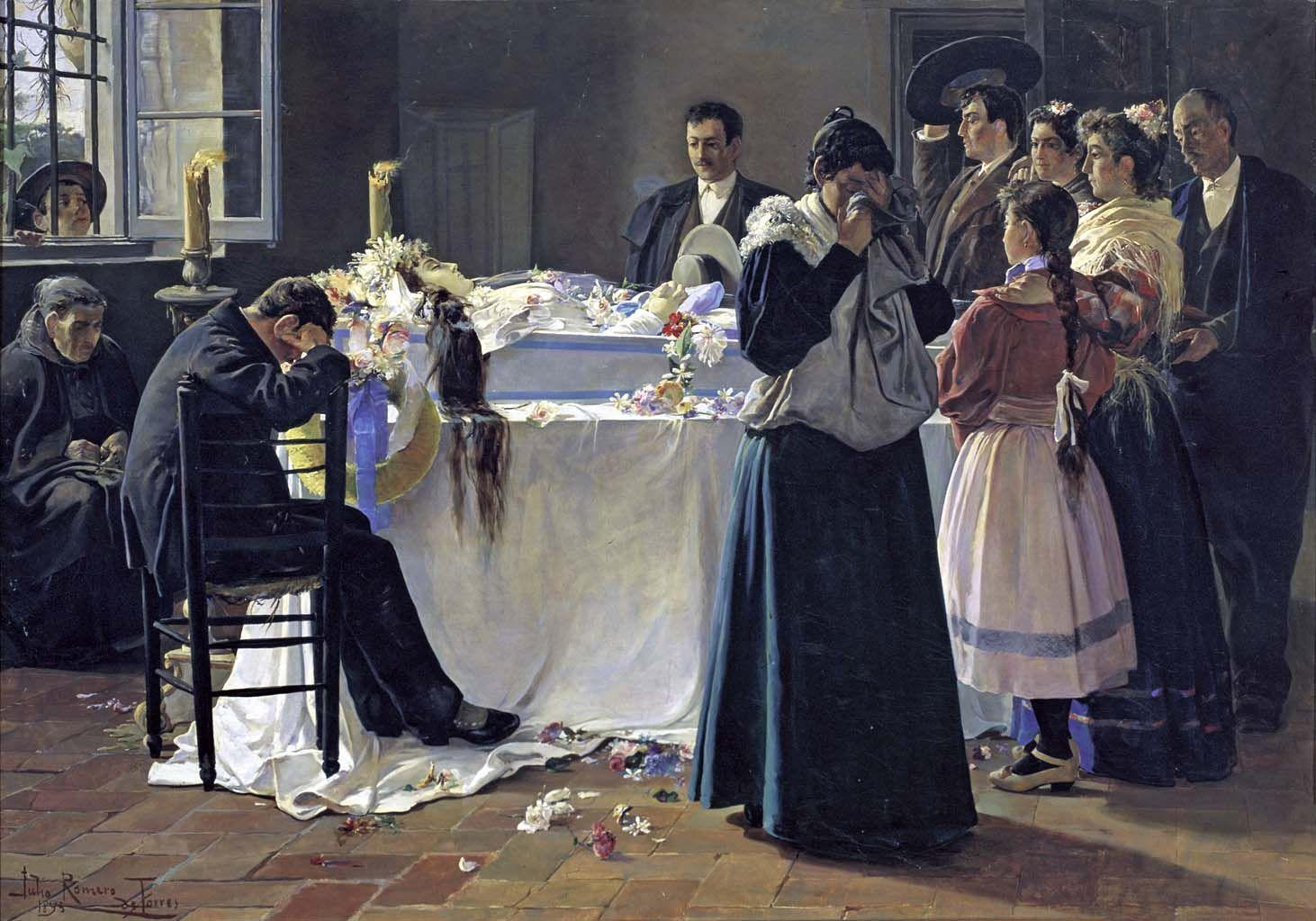
¡Mira qué bonita era! (1895).

### Sala III[11]
Esta sala está dedicada a la mujer. Reúne gran parte de los lienzos más emblemáticos de su trayectoria realizados en los últimos años de su vida: La chiquita piconera, testamento pictórico del pintor, Viva el pelo, La Copla.
En el conjunto predomina el desnudo femenino, protagonista de una serie de obras en las que el pintor despliega su imaginación para desarrollar argumentos basados en el principal soporte escénico de su producción: La mujer. En la Ribera, La nieta de la Trini, Ofrenda al arte torero, Naranjas y limones y Contrariedad.
Completan la sala los retratos de la actriz Marichu Begoña, representada como Diana cazadora con el galgo Pacheco, inseparable del pintor, y de la artista sevillana Conchita Triana; los estudios de expresión que le hizo a su última modelo en Córdoba, María Teresa López, en Bendición, La niña de la Jarra, Carmen, Ángeles y Mujer de Córdoba, unido al busto en bronce sobre Julio Romero realizado por Mariano Benlliure en 1931.

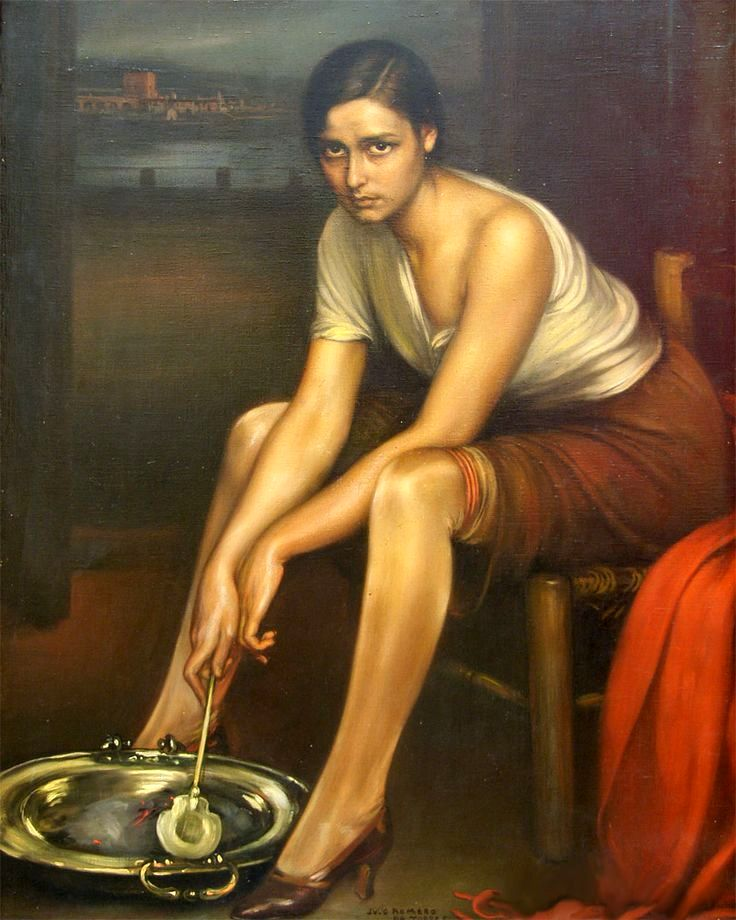
La chiquita piconera (1930).
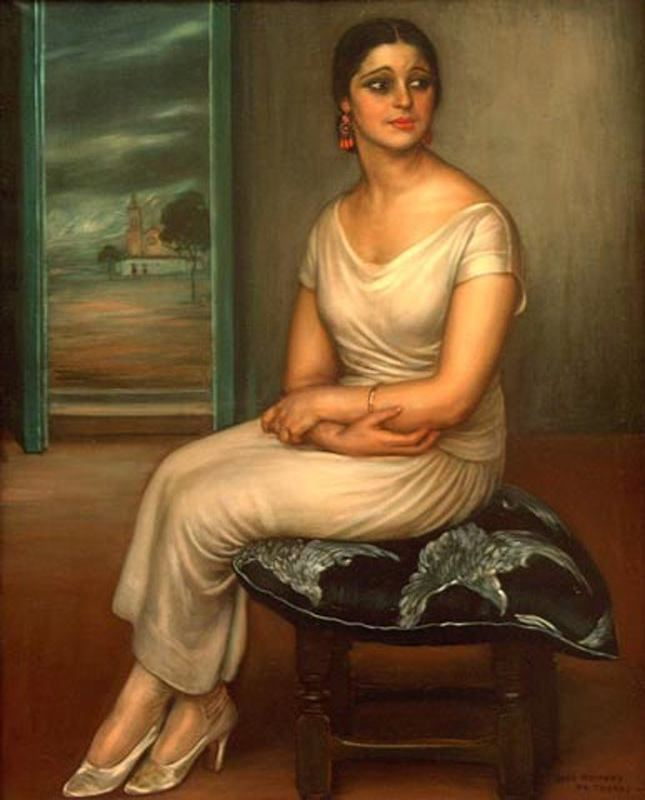
Conchita Triana (1924).
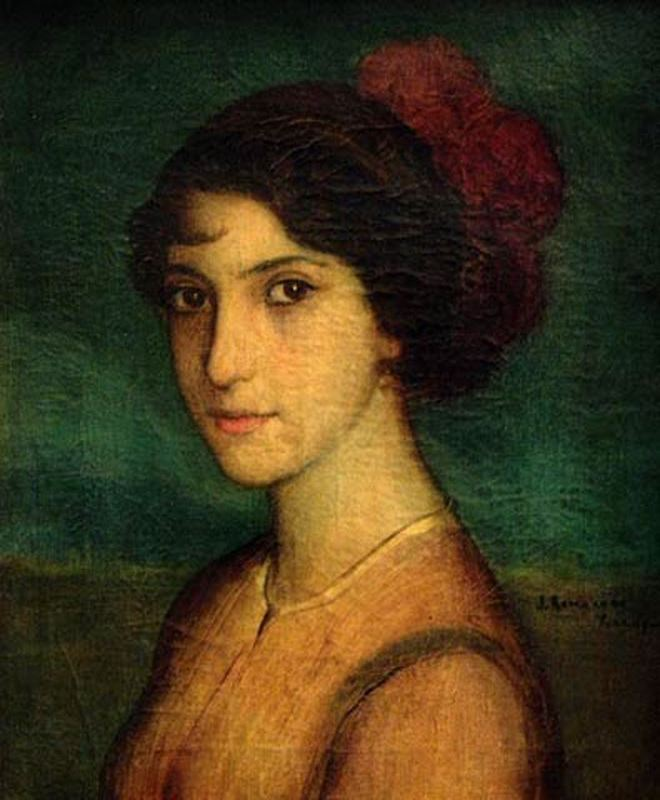
La argentinita (1915).

### Sala IV[12]
Romero de Torres fue esencialmente retratista. Llevó a sus lienzos a personajes del mundo de la política, de la literatura, de la sociedad; realizó más de quinientas representaciones. Están presentes en el museo los ministros cordobeses de Justicia y de la Guerra, Antonio Barroso y Castillo y Diego Muñoz-Cobos y Serrano, la diputada socialista Margarita Nelken, el escritor de Iznájar Cristóbal de Castro y el poeta sevillano Joaquín Alcaide Zafra.
Innumerables fueron los encargos que recibió de damas de la alta sociedad: Concepción Ruíz Frías, esposa del ministro Natalio Rivas Santiago, María Aguilar o la condesa de Colomera, vestida de reina de los Juegos Florales de 1930, retrato inacabado de Magdalena Muñoz-Cobos.
Elena Pardo, una de las modelos preferidas, es protagonista de dos estudios, Mary Luz y Marta, que forman parte del grupo que el pintor denominó Chiquitas buenas.

### Sala V[13]
La obra mística de Julio Romero, simbiosis de religiosidad y paganismo, está reunida en esta sala en una serie de lienzos influidos por los pintores barrocos del siglo XVII Antonio del Castillo y Valdés Leal.
Su particular interpretación de los pasajes evangélicos y bíblicos adquiere una profana sensualidad que da origen a sus personales interpretaciones de la Magdalena, Salomé o El Arcángel San Rafael.
La Virgen de los Faroles fue encargo del Ayuntamiento de Córdoba; durante años estuvo situada en un altar en el muro norte de la Mezquita-catedral hasta que se trasladó al Museo por seguridad. Otros exponentes de esta temática, tan ajena a la producción del pintor, son Muerte de Santa Inés, lienzo adaptado a un frontal del altar con escenas en miniatura sobre la vida y el martirio de la santa, de la que nunca quiso desprenderse al ser el cuadro predilecto de su madre; Cabeza de Santa, Samaritana y Amor místico.
La sala acoge una de las obras cumbres, El poema de Córdoba, políptico formado por siete lienzos en los que rinde homenaje a las sucesivas culturas de nuestra ciudad y que centra a San Rafael, significando así su admiración por el custodio de Córdoba.

### Sala VI[14]
Contiene las grandes composiciones: Nuestra señora de Andalucía, personificación del baile, del cante y el flamenco divinizados en la mujer andaluza; El pecado, considerado como uno de los mejores desnudos de la pintura del siglo XX.
La gran afición que tenía el pintor por el flamenco le impulsa a llevar a sus cuadros temas de este género: Alegrías, escena alegórica del baile captada de forma majestuosa, y Cante Hondo, representación del cúmulo de símbolos que encierra, donde el amor, la pasión y la muerte se hacen realidad plástica.
En Nocturno refleja con maestría la cruda realidad de la marginalidad. Los sublimes retratos de Ysolina Gallego, mujer del pintor vasco Zubiaurre, y de Socorro Miranda como Flor de Santidad. El enigma que encierra Ángeles y Fuensanta y la Sibila de la Alpujarra es parte de las múltiples temáticas que ofrece la pintura de Romero de Torres.

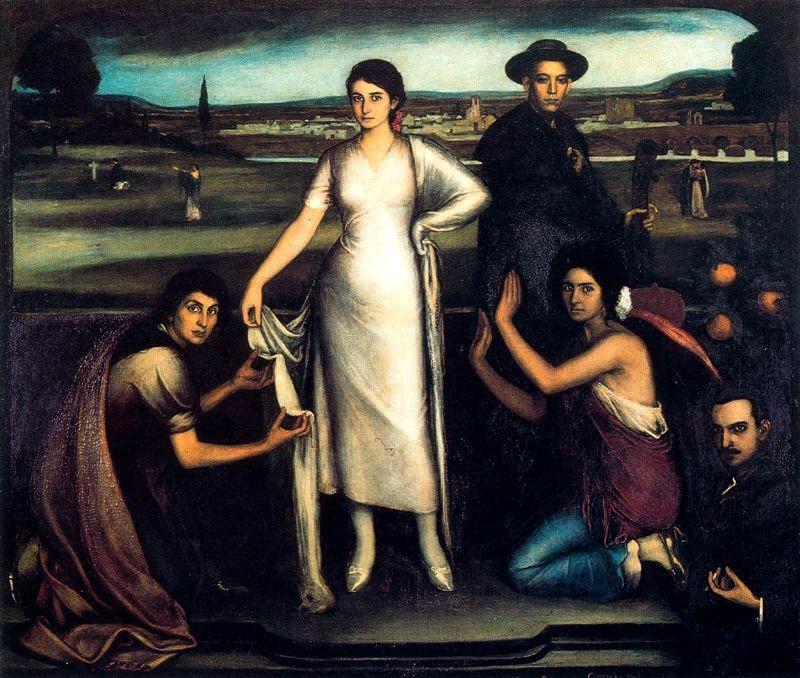
Nuestra Señora de Andalucía (1907).
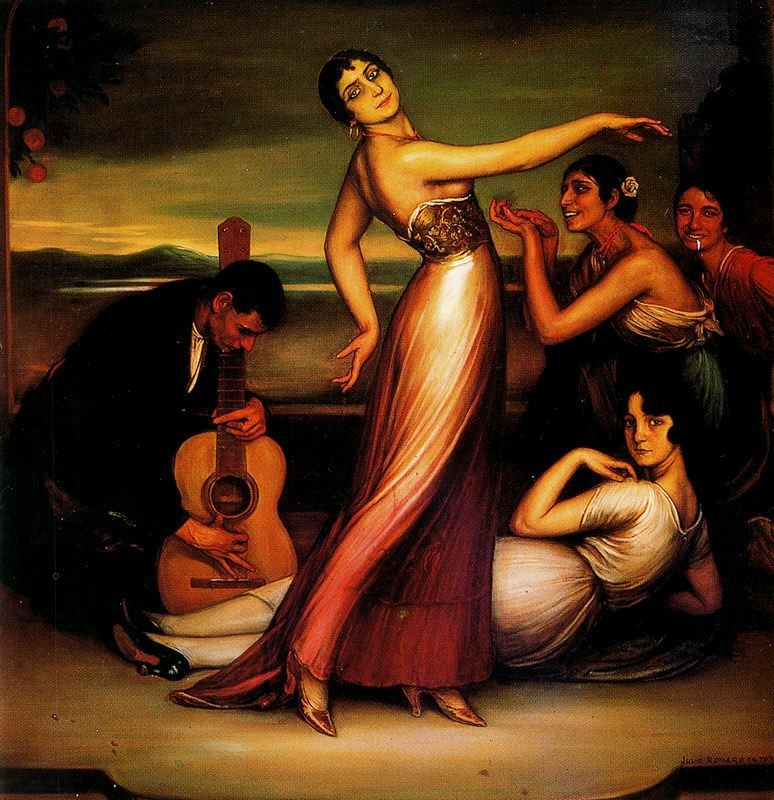
Alegrías (1917).
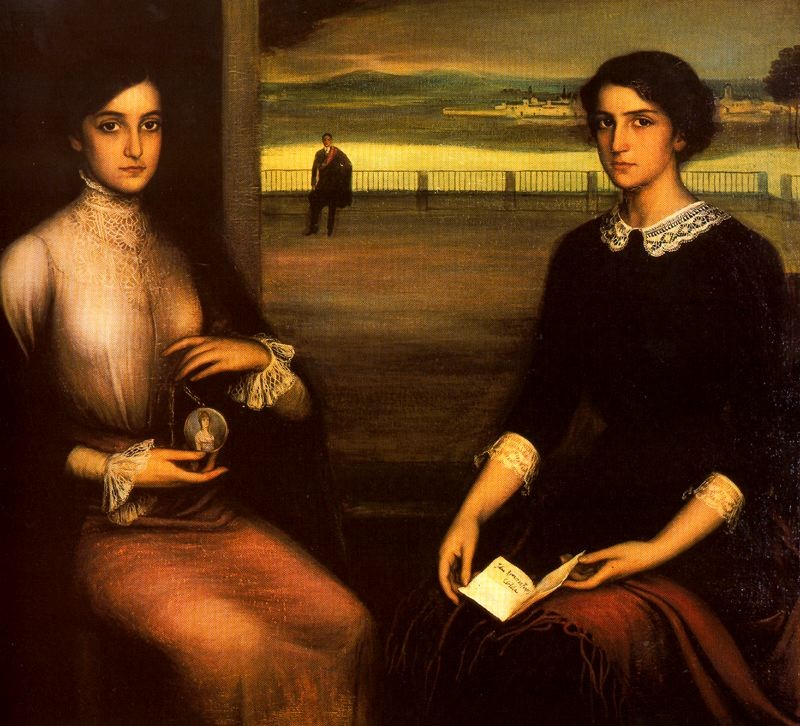
Ángeles y Fuensanta (1909).
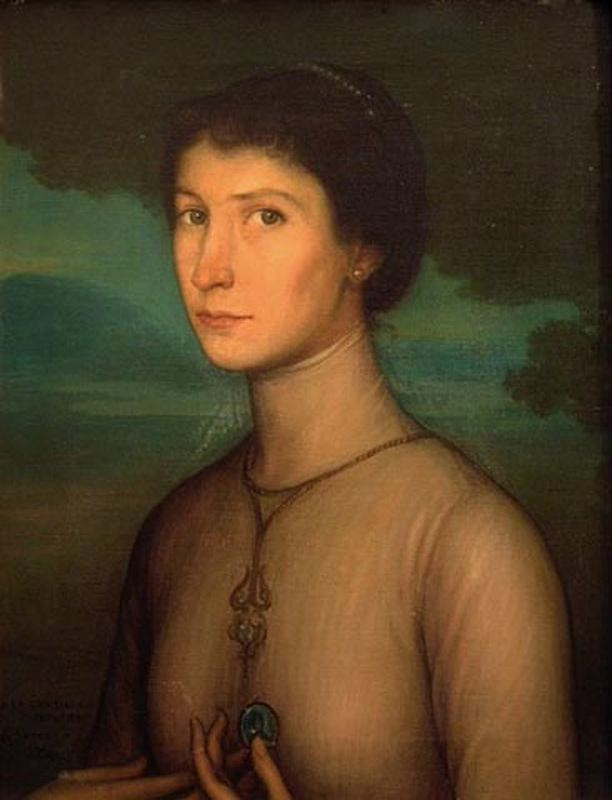
Boceto para el retrato de Ysolina Gallego (1910).

## Obras
- Alegrías
- Amor místico
- Ángeles
- Ángeles y Fuensanta
- Arcángel San Rafael
- Bendición
- Boceto de Ysolina Gallego
- Cabeza de santa
- Cabeza de vieja
- Cabeza empezada
- Cabeza sin terminar
- Camino de bodas
- Cante hondo
- Carmen
- Cartel corrida benéfica de toros
- Cecilia Roballo
- Concepción Magacén
- Concepción Ruiz Frías
- Conchita Triana
- Contrariedad
- Córdoba 1912
- Córdoba 1916
- Diana
- El cohete
- El pecado
- En la ribera
- Encendiendo la mecha
- Escritor Cristóbal de Castro
- Eva
- Flor de Santidad
- Fragmento de un retrato
- Fuensanta
- Horacio de Castro Carboné
- Horas de angustia
- Isabel Llopis de Luque
- La Argentinita
- La chiquita buena
- La chiquita piconera
- La Condesa de Colomera
- La copla
- La escopeta de caza
- La gracia
- La muerte de Santa Inés
- La nieta de Trini
- La niña de la jarra
- La niña de la rosa
- La niña del candil
- La sibila de las Alpujarras
- La Virgen de los faroles
- Magdalena
- Manuel Ruiz Maya
- Margarita Nelken
- María de la O
- María Pilar
- Marta
- Mary Luz
- Ministro Barroso y Castillo
- ¡Mira qué bonita era!
- Monjita
- Mujer de Córdoba
- Mujer de la pistola
- Naranjas y limones
- Nieves
- Nocturno
- Nuestra Señora de Andalucía
- Ofrenda al arte del toreo
- Poema de Córdoba
- Poeta Joaquín Alcaide Zafra
- Rafaela
- Retrato de Amalia Romero de Torres
- Retrato de don José Antonio Gómez
- Retrato de joven
- Retrato de María Aguilar
- Retrato de Ysolina Gallego
- Rosarillo
- Salomé
- Salud
- Samaritana
- Tte. General Diego Muñoz Cobos y Serrano.
- Viva el pelo

## Dirección y horario de visitas
Plaza del Potro, 1.
Horario de visitas
- Lunes cerrado: excepto los recogidos en convenio.
- Martes - viernes: 08:30 a 20:45.
- Sábados: 08:30 a 16:30.
- Domingos y festivos: 09:30 a 14:30.[15]